# Amorots-Succos
Amorots-Succos (tiếng Basque: Amorotze-Zokhozü) là một xã thuộc tỉnh Pyrénées-Atlantiques trong vùng Aquitaine ở tây nam nước Pháp. Xã này nằm ở khu vực có độ cao trung bình 104 mét trên mực nước biển.
Xã nằm trong tỉnh cũ Lower Navarre.